# Deutscher Quadballbund
Der Deutsche Quadballbund e.V. (DQB, bis 2023 Deutscher Quidditchbund) ist der nationale Dachverband der Sportart Quadball (auch Quidditch) in Deutschland. Ihm gehören 45 Vereine mit 53 Quadball-Mannschaften an. Seinen Sitz hat der im Juli 2015 gegründete eingetragene Verein in Frankfurt am Main.
Der Deutsche Quadballbund widmet sich auf nationaler und internationaler Ebene der Förderung und Verbreitung der Sportart  Quadball, organisiert offizielle  Quadballwettbewerbe in Deutschland und betreut darüber hinaus die Deutsche Quadball-Nationalmannschaft. Als Nationalverband gehört der DQB dem Weltverband IQA an und ist mit mehr als 1.000 registrierten Spielerinnen und Spielern deren zweitgrößter Mitgliedsverband.

## Aufgaben
Der Deutsche Quadballbund fördert und organisiert die Sportart  Quadball in der Bundesrepublik Deutschland. Da  Quadball nicht professionell gespielt wird, zählen vorrangig der Breiten- und Jugendsport zu seinen Handlungsfeldern. Der Verband schreibt die nationalen Wettbewerbe aus und sorgt für deren Organisation und ordnungsgemäße Durchführung. Zu den Hauptaufgaben des DQB gehört darüber hinaus die Schaffung fairer Bedingungen im sportlichen Wettbewerb. Zu diesem Zweck legt er auf nationaler Ebene einheitliche Regeln fest und setzt diese durch.
Der Deutsche Quadballbund repräsentiert den deutschen  Quadball-Sport auf europäischer wie globaler Ebene und vertritt die Interessen der deutschen  Quadballspieler und -vereine in den Gremien der International  Quadball Association (z. B. im European Standing Committee). Neben den Europapokal-Teilnehmern vertritt auch die Deutsche Quadball-Nationalmannschaft die Bundesrepublik Deutschland bei internationalen Turnieren. Der Deutsche Quadballbund ernennt zu diesem Zweck einen Bundestrainer und unterstützt den Trainerstab organisatorisch wie logistisch.

## Geschichte
Das erste deutsche Team wurde 2012 gegründet. Im Juli 2015 wurde der Deutsche Quidditchbund gegründet. Seit 2016 wird eine deutsche Quadballliga ausgetragen. Heute wird Quadball von deutschlandweit mehr als 40 Teams gespielt und vom 2015 gegründeten DQB in Deutschland koordiniert. Neben der deutschen Quadballliga richtet der DQB internationale Turniere wie die Quidditch-Weltmeisterschaft 2016 in Frankfurt am Main und die Europameisterschaft 2019 in Bamberg aus.
Ende 2017 hatte der DQB knapp 30 ordentliche und 15 Entwicklungsmitglieder, im August 2020 hatte der DQB 47 ordentliche und 14 Entwicklungsmitglieder. 2023 benannte sich der DQB mit der Änderung der Satzung in Deutscher Quadballbund um.

## Mitgliedschaft
Im Deutschen Quadballbund sind eine ordentliche und eine Entwicklungsmitgliedschaft möglich. Ordentliche Mitglieder erfüllen alle Voraussetzungen für eine regelmäßige Turnierteilnahme. Alle Mitglieder müssen im Durchschnitt mindestens zwei Trainings pro Monat durchführen. Ordentliche Mitglieder müssen mindestens 7 Teammitglieder haben und zahlen einen Mitgliedsbeitrag. Für Entwicklungsmitglieder gibt es keine Mindestmitgliedszahl, sie zahlen keinen Beitrag und haben auf den Mitgliederversammlungen des Verbandes kein Stimmrecht.

## Turniere

### DQB-Pokal (ehem. Deutsche Quidditchmeisterschaft)
| Jahr | Datum          | Austragungsort                                 | Sieger                               | Ergebnis                             | Finalist                             | Teilnehmer                           |
| ---- | -------------- | ---------------------------------------------- | ------------------------------------ | ------------------------------------ | ------------------------------------ | ------------------------------------ |
| 2016 | 24./25. Januar | Hochschulstadion, Darmstadt                    | Rheinos Bonn                         | 90* : 60°                            | Quidditch Darmstadt                  | 6                                    |
| 2017 | 03./04. Juni   | Sportzentrum Oberaue, Jena                     | Three River Dragons Passau           | 80* : 60°                            | Rheinos Bonn                         | 21                                   |
| 2018 | 02./03. Juni   | Sportanlage Dornbusch, Frankfurt am Main       | Darmstadt Athenas                    | 150* : 100°                          | Three River Dragons Passau           | 27                                   |
| 2019 | 08./09. Juni   | Torneum Sportpark, Tornesch                    | Darmstadt Athenas                    | 170* : 100°                          | Rheinos Bonn                         | 35                                   |
| 2020 | 30./31. Mai    | Sportzentrum Bingen-Büdesheim, Bingen am Rhein | abgesagt wegen der COVID-19-Pandemie | abgesagt wegen der COVID-19-Pandemie | abgesagt wegen der COVID-19-Pandemie | abgesagt wegen der COVID-19-Pandemie |
| 2021 | 22./23. Mai    | Sportzentrum Bingen-Büdesheim, Bingen am Rhein | abgesagt wegen der COVID-19-Pandemie | abgesagt wegen der COVID-19-Pandemie | abgesagt wegen der COVID-19-Pandemie | abgesagt wegen der COVID-19-Pandemie |
| 2022 | 28./29. Mai    | Sportzentrum Bingen-Büdesheim, Bingen am Rhein | Münchner Wolpertinger                | 90* : 70°                            | Braunschweiger Broomicorns           | 29                                   |
| 2023 | 29./30. Juli   | München                                        | Münchner Wolpertinger                | 130* : 120                           | Braunschweiger Broomicorns           | 30                                   |
| 2024 | 13./14. Juli   | Sportanlage Baurstraße, Hamburg                | Braunschweiger Broomicorns           | 120* : 110                           | Ruhr Phönix                          | 30                                   |

### Deutsche Meisterschaft (ehem. Ligafinale)
| Jahr | Datum                                | Austragungsort                                     | Sieger                               | Ergebnis                                  | Finalist                             | Teilnehmer                           |
| ---- | ------------------------------------ | -------------------------------------------------- | ------------------------------------ | ----------------------------------------- | ------------------------------------ | ------------------------------------ |
| 2017 | 15. Oktober                          | Sportplatz an der Schmelzstraße, Bad Honnef        | Rheinos Bonn                         | 160*° : 140°°                             | Darmstadt Athenas                    | 5                                    |
| 2018 | 13./14. Oktober                      | Sportanlage des Post Südstadt Karlsruhe, Karlsruhe | Münchner Wolpertinger                | 130* : 100°                               | Darmstadt Athenas                    | 20                                   |
| 2019 | 12./13. Oktober                      | München                                            | Ruhr Phoenix                         | 150* : 60°                                | Berlin Bluecaps                      | 20                                   |
| 2020 | abgesagt wegen der COVID-19-Pandemie | abgesagt wegen der COVID-19-Pandemie               | abgesagt wegen der COVID-19-Pandemie | abgesagt wegen der COVID-19-Pandemie      | abgesagt wegen der COVID-19-Pandemie | abgesagt wegen der COVID-19-Pandemie |
| 2022 | 1./2. Oktober                        | Fuchs-Park-Stadion, Bamberg                        | Rheinos Bonn                         | 80* : 50° (Spiel 1), 100* : 80° (Spiel 2) | Münchner Wolpertinger                | 19                                   |
| 2023 | 30. September / 1. Oktober           | Bremen                                             | Ruhr Phönix                          | 100* : 40                                 | Braunschweiger Broomicorns           | 18                                   |
| 2024 | 12./13. Oktober                      | Braunschweig                                       | Ruhr Phönix                          | 120* : 40                                 | Rheinos Bonn                         | 16                                   |

### Brooms Up Cup (bis 2018: Eispokal)
| Jahr | Datum            | Austragungsort                                 | Sieger                               | Ergebnis                             | Finalist                             | Teilnehmer                           |
| ---- | ---------------- | ---------------------------------------------- | ------------------------------------ | ------------------------------------ | ------------------------------------ | ------------------------------------ |
| 2017 | 04./05. November | DJK-Sportanlage in Bamberg-Wildensorg, Bamberg | Broom Breakers                       |                                      | Heidelberger HellHounds              | 12                                   |
| 2018 | 15./16. Dezember | Bielefeld                                      | Düsseldorf Dementors                 | 160* : 140°                          | Mannheimer Greife                    | 21                                   |
| 2020 | 02./03. Mai      | Köln                                           | abgesagt wegen der COVID-19-Pandemie | abgesagt wegen der COVID-19-Pandemie | abgesagt wegen der COVID-19-Pandemie | abgesagt wegen der COVID-19-Pandemie |
| 2022 | 22./23. Oktober  | Oldenburg (Oldb)                               | Binger Beasts                        | 130* : 110°                          | Düsseldorf Dementors                 | 15                                   |
| 2024 | 30./31. März     | Jena                                           | Frankfurt Manticores                 | 100* : 90°                           | Looping Lux Leipzig                  | 11                                   |

### Quidditchwinterspiele
| Jahr | Datum          | Austragungsort                 | Sieger       | Zweiter                    | Teilnehmer |
| ---- | -------------- | ------------------------------ | ------------ | -------------------------- | ---------- |
| 2017 | 14./15. Januar | Sportpark Nymphenburg, München | Rheinos Bonn | Three River Dragons Passau | 18         |

### Deutsche Quidditchspiele
| Jahr | Datum            | Austragungsort                   | Sieger       | Ergebnis   | Zweiter               | Teilnehmer |
| ---- | ---------------- | -------------------------------- | ------------ | ---------- | --------------------- | ---------- |
| 2017 | 04./05. November | Anlage des ATS Buntentor, Bremen | Rheinos Bonn | 190* : 100 | Münchner Wolpertinger | 16         |